# سار هیلدبرانت
سار هیلدبرانت (Lamprotornis hildebrandti) گونه‌ای سار است. زیستگاه این پرنده در اتیوپی، کنیا، سومالی و تانزانیا می‌باشد. سار هیلدبرانت از میوه‌جات و حشرات تغذیه می‌کند.